# Selamia reticulata
Selamia reticulata är en spindelart som först beskrevs av Simon 1870.  Selamia reticulata ingår i släktet Selamia och familjen Zodariidae. Inga underarter finns listade i Catalogue of Life.